# أبرشية طرابلس الكاثوليكية المارونية
أبرشية طرابلس الكاثوليكية المارونية هي أبرشية غير متروبولية شرق كاثوليكية للكنيسة المارونية في شمال غرب لبنان.
تخضع مباشرة لبطريرك أنطاكية الماروني (ليست جزءًا من أي مقاطعة كنسية) والمجمع الروماني للكنائس الشرقية، يحكمها حاليًا المطران يوسف سويف، وتجمع البعثة (CM). مقعدها الأثري مدينة طرابلس.

## الإحصاء
وفقًا للعام 2014 خدمت الأبرشيات الرعوية تعميد 147800 كاثوليكيًا في 126 أبرشية و3 بعثات تضم 190 كاهنًا (130 أبرشية و60 دينية) و206 دينيًا (66 شقيقًا و140 أختًا) و6 أكاديميين.

## التاريخ
يرجع تاريخ الأبرشية إلى القرن السابع عشر لكن تشييدها بشكل قانوني في السينودس الماروني لجبل لبنان عام 1736، في البداية شملت جميع الأراضي الساحلية من طرابلس إلى اللاذقية.
- في عام 1840، استحوذت على عشرات القرى من الأبرشية الكاثوليكية المارونية في جبيل، بأمر من الجماعة المقدسة لنشر الإيمان.

حضر جوزيف السماني، رئيس أساقفة طرابلس، المجمع الفاتيكاني الأول في الفترة 1869-1870، الذي دعا إليه البابا بيوس التاسع. ولد السماني من عائلة موارنة شهيرة في حصرون في 31 مارس 1821، وكان متمكن في اللغتين الإيطالية واللاتينية، وقد تم إرساله إلى روما إلى الجامعة البابوية الحضرية ‏ لدراسة اللاهوت والفرنسية، وتم تعيينه كاهنا في روما من قبل الكاردينال فرانشوني، حاكم الجماعة المقدسة لنشر الإيمان.
ومن ثم عاد إلى لبنان حيث تم تعيينه اعترافًا بالبطريرك الماروني، وكان أستاذاً للغة الإيطالية واللاتينية والفلسفة قبل تعيينه نائبًا عامًا للبطريركية المارونية في طرابلس. سمي موريت طرابلس في عام 1856. وبمساعدة القنصل الفرنسي «السيد بلانش» تمكن من الحصول على قطعة أرض من فؤاد باشا لإنشاء مقبرة ومستشفى مارونيين. وأسس في طرابلس «أخوية الحبل بلا دنس» لإصلاح كنيسة مريم العذراء، وحصل على فرمان عثماني لبناء كنيسة في طرابلس، وهو الأول من نوعه منذ الحروب الصليبية.
ووفقًا لسيرته الذاتية فقد عانى من الكثير من المقايضات أثناء تمثيل الموارنة في طرابلس، وفي عام 1860 تعرض منزله للهجوم والنهب خلال الليل، وألقي القبض عليه مرتين وهوجم مرات عديدة وفي الأخير تم نفيه من قبل الحاكم العثماني في 1867.
وفي 1869 التحق بالوفد الماروني الذي حضر المجمع الفاتيكاني الأول في روما، وعمل كمترجم رسمي للوفد الماروني بسبب معرفته باللاتينية والفرنسية والإيطالية.
- في 5 سبتمبر 1965 رُفِعت أبرشية طرابلس إلى رتبة أبرشية بواسطة البابا بولس السادس.

## المراسيم الأسقفية
- ؟ إسحاق (25 مارس 1629 أمر - توفي.)
- ؟ مايكل حصروني (قبل 1661 - بعد 1673)
- ؟ جبريل
- ؟ جوزيف هسرونيتا (قبل 1676 - بعد 1694)
- يعقوب عواد (1698 - 21 فبراير 1706)، البطريرك الماروني القادم من أنطاكية ([1705/11/06] 1706/02/21 - توفي 1733/02/12)
- إلياس الجميل (1706 - 1716 توفي)
- باسل (قبل 1733 - بعد 1736)
- الألمانية (المذكورة في 1746) [3]
- طوباس الخازن (1755 - 28 مارس 1757 أكد بطريرك أنطاكية الماروني)
- رافائيل هكلاني (قبل 17 يوليو 1779 - بعد 1787)
- اغناطيوس جازينو (قبل عام 1795 - بعد 1809)
- جوزيف بيتر حبيش (30 يناير 1820 م - 3 مايو 1824 أكد بطريرك أنطاكية الماروني)
- بول مويس موسى (2 مارس 1826 -؟)
- جوزيف الخازن (6 أبريل 1830 - 19 يناير 1846 أكد بطريرك أنطاكية الماروني)
- جوزيف السماني (؟ -1878)
- إستيفان عواد (ستيفانو إيفوديوس)، (تم تكريس 15 ديسمبر 1878 - المتوفى أبريل 1908)
- انتوني بيتر عريضة (7 يونيو 1908 - 13 مارس 1933 أكد بطريرك أنطاكية الماروني)
- أنطوان عابد (23 أبريل 1933 - 15 سبتمبر 1975 توفي)
- أنطوان جبير (4 آب / أغسطس 1977 - 2 تموز / يوليو 1993)
- غابرييل طوبيا (2 يوليو 1993 - 6 أبريل 1997 توفي)
- يوحنا فؤاد الحاج (7 يونيو 1997 - 4 مايو 2005 توفي)
- جورج بو جودي (أبوجاود)، CM، (24 سبتمبر 2005 -...)
- يوسف سويف (2020 - الي الآن)